# Procesy załogi Buchenwaldu przed Trybunałem Wojskowym w Dachau
Procesy załogi Buchenwaldu przed Trybunałem Wojskowym w Dachau – były to procesy personelu nazistowskiego obozu koncentracyjnego Buchenwald, które po zakończeniu II wojny światowej odbyły się przed amerykańskim Trybunałem Wojskowym w Dachau. Wszystkim oskarżonym zarzucano popełnienie zbrodni wojennych i przeciw ludzkości, a zwłaszcza mordowanie, katowanie, torturowanie i głodzenie więźniów obozu. W sumie odbył się jeden duży proces załogi Buchenwaldu, jeden proces członków Kommanda 99 i kilkanaście mniejszych procesów dotyczących zbrodni popełnionych w obozie.

## Proces załogi Buchenwaldu (US vs. Jozjasz, książę Waldecku i Pyrmontu i inni)w dniach 11 kwietnia – 14 sierpnia 1947
Był to największy i najważniejszy powojenny proces personelu Buchenwaldu. Odbył się on w dniach 11 kwietnia – 14 sierpnia 1947 roku, a na ławie oskarżonych zasiadło 30 byłych członków załogi obozu oraz książę Josias zu Waldeck und Pyrmont (SS-Obergruppenführer oraz regionalny Wyższy Dowódca SS i Policji, współodpowiedzialny za funkcjonowanie obozu). Na ławie oskarżonych zasiedli także między innymi: Hermann Pister (ostatni komendant obozu), Max Schobert (Schutzhaftlagerführer), Hermann Hackmann (adiutant pierwszego komendanta obozu Karla Otto Kocha), lekarz obozowy Hans Eisele (przeprowadzał on zbrodnicze eksperymenty medyczne na więźniach i został już uprzednio skazany na karę śmierci za zbrodnie popełnione w obozie koncentracyjnym Dachau) oraz Ilse Koch (SS-Oberaufseherin, żona Karla Otto Kocha nazywana przez więźniów „suką z Buchenwaldu”).
Wszystkich oskarżonych uznano za winnych. 22 oskarżonych skazano na karę śmierci przez powieszenie, a 9 na kary pozbawienia wolności od dożywocia do 10 lat.

## Proces załogi Buchenwaldu (US vs. Wilhelm Hinderer i inni) w dniu 27 sierpnia 1947
Na ławie oskarżonych w tym procesie zasiedli dwaj strażnicy, którzy pełnili służbę w podobozie Schönebeck i uczestniczyli w jego ewakuacji. Obu uniewinniono.
Wyrok amerykańskiego Trybunału Wojskowego w procesie załogi Buchenwaldu (US vs. Ignaz Seitz i inni):
| Oskarżony        | Stopień | Funkcja              | Wyrok        |
| ---------------- | ------- | -------------------- | ------------ |
| Wilhelm Hinderer | SS-Mann | strażnik w podobozie | uniewinniony |
| Josef Postl      | SS-Mann | strażnik w podobozie | uniewinniony |

## Proces załogi Buchenwaldu (US vs. Ignaz Seitz i inni) w dniu 6 listopada 1947
Na ławie oskarżonych w tym procesie zasiedli dwaj strażnicy, którzy pełnili służbę w podobozie Leau i uczestniczyli w jego ewakuacji. Obu wymierzono karę 10 lat więzienia.
Wyrok amerykańskiego Trybunału Wojskowego w procesie załogi Buchenwaldu (US vs. Ignaz Seitz i inni):
| Oskarżony     | Stopień            | Funkcja              | Wyrok                       |
| ------------- | ------------------ | -------------------- | --------------------------- |
| Johannes Volk | SS-Oberscharführer | strażnik w podobozie | 10 lat pozbawienia wolności |
| Ignaz Seitz   | SS-Sturmmann       | strażnik w podobozie | 10 lat pozbawienia wolności |

## Proces załogi Buchenwaldu (US vs. Werner Alfred Berger i inni)w dniach 25 listopada – 3 grudnia 1947
Na ławie oskarżonych w tym procesie zasiedli esesmani, którzy byli członkami tzw. Kommando 99. Zajmowało się ono egzekucją radzieckich jeńców wojennych w obozowej stajni. Liczbę zamordowanych przez oskarżonych osób Trybunał obliczył na przynajmniej 800. Przestępstwa te miały miejsce w okresie od listopada 1941 do końca czerwca 1943. Pięciu oskarżonych uznano za winnych stawianych im zarzutów, jednego uniewinniono. Zapadły dwa wyroki dożywotniego więzienia i trzy długoterminowe kary pozbawienia wolności (od 20 do 15 lat).

## Inne procesy członków załogi Buchenwaldu przed amerykańskim Trybunałem Wojskowym w Dachau
W roku 1947 odbyło się też w Dachau kilkanaście procesów, które dotyczyły pojedynczych członków personelu obozu Buchenwald. W ich wyniku osądzono następujące osoby:
| Oskarżony               | Stopień             | Funkcja                                              | Data procesu                       | Wyrok                                                                        |
| ----------------------- | ------------------- | ---------------------------------------------------- | ---------------------------------- | ---------------------------------------------------------------------------- |
| Josef Müller            | więzień funkcyjny   | kapo                                                 | 12 – 15 września 1947              | śmierć przez powieszenie (kara zamieniona na dożywocie)                      |
| Alfred Andreas Hoffmann | SS-Oberscharführer  | kierownik komanda więźniarskiego w podobozie         | 17 września 1947                   | 5 lat pozbawienia wolności                                                   |
| August Giese            | SS-Unterscharführer | kierownik komanda więźniarskiego w podobozie         | 22 września 1947                   | 4 lata pozbawienia wolności                                                  |
| Max Paul Emil Vogel     | SS-Oberscharführer  | kierownik budowy baraków w podobozie                 | 3 – 7 października 1947            | 4 lata pozbawienia wolności                                                  |
| Adam Ankenbrand         | SS-Unterscharführer | strażnik w podobozie                                 | 13 października 1947               | śmierć przez powieszenie (wyrok wykonano 19 listopada 1948)                  |
| Heinrich Buuck          | SS-Mann             | strażnik w podobozie                                 | 13 – 14 października 1947          | śmierć przez powieszenie (kara zamieniona na dożywocie)                      |
| Victor Hantscharenko    | SS-Mann             | strażnik                                             | 14 – 16 października 1947          | dożywocie                                                                    |
| Otto Krause             | SS-Unterscharführer | strażnik w podobozie                                 | 20 października 1947               | 10 lat pozbawienia wolności                                                  |
| Ludwig Fischer          | nieznany (SS)       | Blockführer w podobozie                              | 20 – 21 października 1947          | uniewinniony                                                                 |
| Heinz Blume             | SS-Oberscharführer  | strażnik w podobozie                                 | 22 – 24 października 1947          | śmierć przez powieszenie (kara zamieniona na 3 lata pozbawienia wolności)    |
| Karl Erich Weyrauch     | SS-Hauptscharführer | kierownik komanda więźniarskiego                     | 27 października 1947               | 10 lat pozbawienia wolności (kara zamieniona na 4 lata pozbawienia wolności) |
| Paul Müller             | więzień funkcyjny   | kapo w podobozie                                     | 27 października 1947               | 15 lat pozbawienia wolności                                                  |
| Alfons Kunikowski       | więzień funkcyjny   | starszy w podobozie                                  | 28 października 1947               | 7 lat pozbawienia wolności                                                   |
| Friedrich Demmer        | SS-Unterscharführer | strażnik w podobozie                                 | 30 października 1947               | 10 lat pozbawienia wolności (wyrok unieważniono)                             |
| Heinrich Zwickl         | nieznany (SS)       | strażnik podczas ewakuacji obozu                     | 31 października – 3 listopada 1947 | śmierć przez powieszenie (wyrok unieważniono)                                |
| Ernst Emil Jackobs      | SS-Hauptscharführer | kierownik komanda więźniarskiego w farbryce obozowej | 31 października – 3 listopada 1947 | 15 lat pozbawienia wolności                                                  |
| Klaus Ferdinand Hüls    | SS-Stabsscharführer | dowódca oddziałów wartowniczych w podobozie          | 31 października – 4 listopada 1947 | uniewinniony                                                                 |
| Johannes Singer         | nieznany (SS)       | strażnik podczas ewakuacji obozu                     | 13 – 14 listopada 1947             | uniewinniony                                                                 |
| Josef Schramm           | SS-Scharführer      | kierownik komanda więźniarskiego                     | 19 listopada 1947                  | dożywocie (wyrok unieważniono)                                               |
| Adolf Wuttke            | SS-Hauptscharführer | kierownik komanda więźniarskiego w podobozie         | 20 listopada 1947                  | 4, 5 roku pozbawienia wolności                                               |
| Ferdinand Lemke         | SS-Oberscharführer  | strażnik                                             | 20 – 21 listopada 1947             | uniewinniony                                                                 |